# 鄧迪 (密蘇里州)
鄧迪（英語：Dundee）是位於美國密蘇里州富蘭克林縣的非建制地區。

## 歷史
鄧迪的郵局於1857年設立，其後於1908年停運。

## 地理
鄧迪所處的海拔為高於海平面154米（即505英呎），而該地所採用的時區為UTC-6，即北美中部時區（CST）。同時該地設有夏令時間，為UTC-6調快一小時，即UTC-5（CDT）。